# Дентвил
Дентвил (фр. Dinteville) насеље је и општина у североисточној Француској у региону Шампањ-Арден, у департману Горња Марна која припада префектури Шомон.
По подацима из 2011. године у општини је живело 52 становника, а густина насељености је износила 3,36 становника/km². Општина се простире на површини од 15,46 km². Налази се на средњој надморској висини од 218 метара.

## Демографија
| 1962. | 1968. | 1975. | 1982. | 1990. | 1999. | 2011. |
| ----- | ----- | ----- | ----- | ----- | ----- | ----- |
| 92    | 95    | 78    | 80    | 76    | 64    | 52    |

График промене броја становника у току последњих година